# Любрет-Сен-Люк
Любре́т-Сен-Люк (фр. Lubret-Saint-Luc, окс. Lubret e Sent Luc) — коммуна во Франции, находится в регионе Юг — Пиренеи. Департамент — Верхние Пиренеи. Входит в состав кантона Три-сюр-Баиз. Округ коммуны — Тарб.
Код INSEE коммуны — 65288.

## География

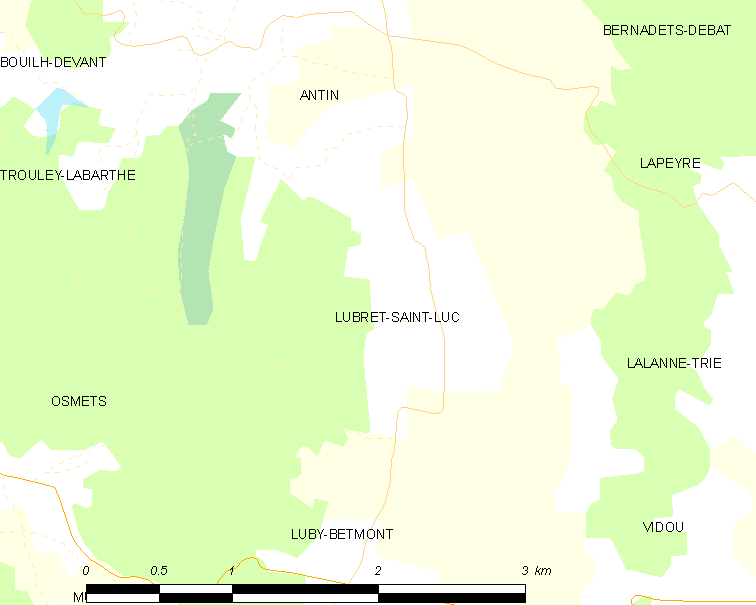
Карта коммуны

Коммуна расположена приблизительно в 640 км к югу от Парижа, в 100 км западнее Тулузы, в 21 км к северо-востоку от Тарба.
Коммуна расположена в местности Бигорр.

## Климат
Климат умеренно-океанический с солнечной тёплой погодой и обильными осадками на протяжении практически всего года.

## Население
Население коммуны на 2010 год составляло 72 человека.
| 1962 | 1968 | 1975 | 1982 | 1990 | 1999 | 2010 |
| ---- | ---- | ---- | ---- | ---- | ---- | ---- |
| 102  | 89   | 89   | 98   | 103  | 91   | 72   |

## Администрация
| Период | Период | Фамилия       | Партия | Примечания |
| ------ | ------ | ------------- | ------ | ---------- |
| 2001   | 2020   | Мишель Муледу |        |            |

## Экономика
В 2010 году среди 44 человек трудоспособного возраста (15-64 лет) 28 были экономически активными, 16 — неактивными (показатель активности — 63,6 %, в 1999 году было 68,7 %). Из 28 активных жителей работали 27 человек (19 мужчин и 8 женщин), безработным был 1 мужчина. Среди 16 неактивных 3 человека были учениками или студентами, 8 — пенсионерами, 5 были неактивными по другим причинам.